# Konik pieniński
Konik pieniński (Chorthippus eisentrauti) – południowoeuropejski gatunek owada prostoskrzydłego z rodziny szarańczowatych (Acrididae) opisany z Austrii, znany z Półwyspu Apenińskiego i Bałkańskiego. 
W Polsce jest gatunkiem bardzo rzadkim wykazanym jedynie z Pienin, gdzie był obserwowany na piargach i murawach naskalnych. 
Na Czerwonej Liście Zwierząt Ginących i Zagrożonych w Polsce klasyfikowany jest w kategorii DD (dane niepełne).